# Дяченко Лідія Миколаївна
Дяченко Лідія Миколаївна (нар. 15 лютого 1966, с. Веселинівка, Баришівського району Київської області) — українська письменниця, членкиня Національної спілки письменників України (2005).

## Життєпис
Дяченко Лідія Миколаївна народилась 15 лютого 1966 року в с. Веселинівка, Баришівського району Київської області. Після закінчення десятирічки працювала кранівницею та заочно з 1990 до 1994 року навчалась у Київському національному університеті імені Тараса Шевченка.

## Творчість
Дяченко Лідія Миколаївна перші вірші надрукувала у 1979 у районній газеті «Баришівські вісті». Потім друкуватися у «Новому житті», «Трибуні трудящих», «Молодій гвардії», «Україні Молодій», «Живій воді», «Дзеркалі тижня»; журналах: «Веселочка», «Малятко», «Джміль», «Дошкільне виховання»; колективних сбірниках: «Криниця» — 1994 р., «Радосинь» — 2004 р., "Незглибима «Криниця» — 2005 р.
Деякі вірші поклали на музику Вона підготувала і видала збірки поезії «Я малюю» (2000), «Мамині сніги» (2002), «Зелені береги» (2004), «Вчимо абетку. Читаємо по складах» (2007), новел і оповідок «У Чорнобривцевій долині» (2005). Кілька віршів Лідії Дяченко покладено на музику композиторами Т. Димань, Т. Солосич, С. Чередниченко, Н. Рубальською.